# フォーク・メタル
フォーク・メタル (Folk Metal) は、ヘヴィメタルのサブジャンルのひとつで、民族音楽を取り入れたメタルを指す。

## 概要
世界各地の民謡をそれぞれ取り入れている点が特色であるため、特に明確なサウンド像があるわけではなく、このジャンルは非常に多くのスタイルを内包している。イギリスのスカイクラッド、スペインのマゴ・デ・オズなどが、フォーク・メタルの代表的なバンドとされている。
1970年はアイルランド民謡色の強いフォーク・ロックを演奏していたシン・リジィがいた。その後、ラテン音楽のリズムを使ったり、鼓童とも共演したセパルトゥラなどの例がある。ヴァイキング・メタルも注目されてきている。

## 起源
民謡とメタルの融合は過去から繰り返されてきたが、このジャンルのサウンドをバンドと体現することに成功したのはスカイクラッドである。彼らはスラッシュメタルを土台にエレクトリック・ヴァイオリンを用いた牧歌的なサウンドを構築した。フォーク・メタルの主なミュージシャンには、アナ・フォン・ハウスウルフ、サークル（フィンランド）、サイン（日本）セパルトゥラ、ヘンキ、シンキ、クアドラらがいる。他には東欧のブラック・メタル系のバンド中心にノクターナル・モルトゥムらが独自のフォーク・メタルを展開した（バソリーの影響も大きい）。

## 派生ジャンル
ケルティック・メタル
アイルランドの民俗音楽などのケルト音楽やケルト的意匠を取り入れたり、ケルト神話をテーマとしたメタル。アイルランドのバンド、クルアチャンは、1995年にデビュー・アルバムを発表して以来、フォーク・メタルに大きな貢献をしたバンドの代表と目されている。
主なバンド：クルアチャン、Primordial。
ペイガン・メタル
フォークメタルの中で、土着の宗教や文化を尊重する、いわゆるペイガニズム的思想を前面に出した音楽性を持つジャンルのメタル。キリスト教への反感を表現したバンドも少なくなく、ブラックメタルのサブジャンルとしても捉えられる。フォークメタルとブラックメタルの要素を併せ持つメタルであると言える。
ヴァイキング・メタル
ヴァイキングや北欧神話をテーマとしたメタル。現在ではフォークメタルのサブジャンルの一つとして扱われることもあるが、元々はブラックメタルを基に、フォークメタルよりも早く勃興したジャンルであるため、フォーキッシュな要素を含まないヴァイキング・メタルも多く存在する。
主なバンド：Enslaved、Einherjer、Mithotyn、Ensiferum、Turisasなど。
オリエンタル・メタル
近東の民族音楽を取り入れたメタル、または古代ユダヤや近東をテーマとしたメタル。
主なバンド：Orphaned land。

## 主なミュージシャン
- Korpiklaani（フィンランド）
- サークル（フィンランド）
- Turisas
- Turisas
- Finntroll
- Moonsorrow
- Empyrium（ドイツ）
- In Extremo
- Suidakra
- Jambinai（韓国）
- アナ・フォン・ハウスウルフ（スウェーデン）
- Falconer
- Månegarm
- セパルトゥラ（ブラジル）
- Arandu Arakuaa
- Artaius（イタリア）
- Elvenking（イタリア）
- Blackguard（カナダ）
- Mägo de Oz（スペイン）
- Ñu（スペイン）
- Eluveitie（スイス）
- Skyclad（イングランド）
- Naheulband（フランス）
- Storm（ノルウェー）
- Alestorm（スコットランド）
- Folkearth（ワールド）
- Agalloch（アメリカ）
- サイン（日本）
- RYUJIN ※旧GYZE時代の2019年以降
- 人間椅子
- 六三四Musashi
- Bellfast（日本）
- Arkona